# Leopold Warzecha
Leopold Warzecha (ur. 1 września 1955 w Lipnicy) – polski hokeista, reprezentant Polski.
Urodził się 1 września 1955 w Lipnicy koło Nowego Targu. W wieku 6 lat wraz z rodziny przeniósł się do Czechosłowacji, najpierw do Karwiny, następnie do Bratysławy.
Od 12. roku życia uprawiał hokej na lodzie. Wraz z drużyną Slovana Bratysława dwukrotnie zdobył tytuł mistrza Czechosłowacji. Rozegrał cztery mecze w juniorskiej kadrze Czechosłowacji. Był przewidziany do powołania na turniej mistrzostw Europy juniorów 1974 w Szwajcarii, jednak wykluczył to fakt posiadania obywatelstwa polskiego.
Od 1974 był zawodnikiem seniorskiego zespołu Slovana Bratysława. W sezonie 1976/1977 grał z numerem 22 na koszulce w drugiej piątce drużyny w parze z Ľubomírem Roháčikiem
Pierwotnie na początku 1976 rozważano jego powołanie do kadry Polski na turniej mistrzostw świata 1976 Grupy A w Katowicach, co jednak nie doszło do skutku. W lutym 1977 występując trzeci sezon w barwach Slovana Bratysława został powołany do kadry Polski na mecze towarzyskie z ZSRR II. W marcu na turniej mistrzostw świata 1977 Grupy B w Tokio.